# París-Tours 1965
La París-Tours 1965 fue la 59ª edición de la clásica París-Tours. Se disputó el 10 de octubre de 1965 y el vencedor final fue el neerlandés Gerben Karstens del equipo Televizier, que se impuso en solitario. 

## Clasificación general[1]
|    | Ciclista          | Equipo                   | Tiempo     |
| -- | ----------------- | ------------------------ | ---------- |
| 1  | Gerben Karstens   | Televizier               | 5h 28' 51" |
| 2  | Gustaaf De Smet   | Wiel's-Groene Leeuw      | a 8"       |
| 3  | Fernand Deferm    | Dr. Mann-Grundig         | m.t.       |
| 4  | Guido Reybrouck   | Flandria-Romeo           | m.t.       |
| 5  | Arthur Decabooter | Wiel's-Groene Leeuw      | m.t.       |
| 6  | André Noyelle     | Dr. Mann-Grundig         | m.t.       |
| 7  | Jan Janssen       | Pelforth-Sauvage-Lejeune | m.t.       |
| 8  | Jan Nolmans       | Flandria-Romeo           | m.t.       |
| 9  | Joseph Huysmans   | Dr. Mann-Grundig         | m.t.       |
| 10 | Léo van Dongen    | Televizier               | m.t.       |